# Moara cu aburi din Sipoteni
Moară cu aburi este o moară amplasată în Sipoteni, raionul Călărași, Republica Moldova. Este un monument istoric de importanță națională inclus în Registrul monumentelor Republicii Moldova ocrotite de stat cu nr. 230 (raionul Călărași). Datează din 1990.